# دافي جونستون (لاعب كرة قدم)
دافي جونستون (بالإنجليزية: Davie Johnston)‏ (29 فبراير 1948 في المملكة المتحدة - ) هو لاعب كرة قدم بريطاني في مركز الظهير. لعب مع نادي دندي ونادي مونتروز لكرة القدم وBanks o' Dee F.C. ‏.

## وصلات خارجية
- دافي جونستون على موقع عالم كرة القدم.نت (الإنجليزية)